# Kent Nielsen
Kent Nielsen (* 28. Dezember 1961 in Frederiksberg) ist ein dänischer Fußballtrainer und früherer -spieler. Seit Juli 2019 trainiert er die Mannschaft von Silkeborg IF.

## Spielerkarriere
Kent Nielsen begann seine Karriere bei Brønshøj BK, wo er in sechs Jahren 230 Ligaspiele absolvierte. Seine guten Leistungen in dieser Zeit ebneten ihm auch den Weg in die dänische Nationalmannschaft. 1986 wechselte er dann nach Kopenhagen zu Brøndby IF, einem der heute erfolgreichsten Fußballvereine seine Heimatlandes. Zu Nielsens Zeit hatte Brøndby kurz zuvor erstmals überhaupt die dänische Meisterschaft gewonnen. Mit dem Abwehrspieler folgten 1987 und 1988 zwei weitere. Im Jahr 1989 gewann Nielsen in seinem letzten Jahr in Kopenhagen noch den nationalen Pokal. Nach diesem Erfolg wechselte er zu Aston Villa nach England und somit erstmals ins Ausland. Bei den Briten etablierte er sich ebenfalls in der Stammelf und konnte in der Saison 1989/90 mit seinem Team völlig überraschend ins Meisterschaftsrennen eingreifen. Am Ende verpasste man den Titel und wurde Zweiter. Anfang 1992 ging Kent Nielsen in seine Heimat zurück und wechselte zu Aarhus GF, mit denen er noch im selben Jahr Pokalsieger wurde. Dort spielte er noch bis 1994 und beendete dann mit 32 Jahren seine aktive Laufbahn.

## Nationalmannschaft
Für die dänische Nationalmannschaft absolvierte Kent Nielsen von 1983 bis 1992 über 50 Spiele. Bei der Weltmeisterschaft 1986 in Mexiko gehörte er zum Kader des Teams, kam aber zu keinem Einsatz. 1992 gewann er mit den Dänen sensationell die Europameisterschaft, nachdem sein Team für die disqualifizierte jugoslawische Mannschaft als Ersatzteam ohne Vorbereitung nachgerückt war. Dies waren die letzten internationalen Spiele für Kent Nielsen.

## Trainerkarriere
1997 startete Nielsen seine Trainerkarriere mit einem Engagement bei Grenaa IF. Nach dreijähriger Tätigkeit kehrte er 2000 zu seinem ehemaligen Verein Aarhus GF zurück und war dort 2000 kurzzeitig Co-Trainer. Zur Saison 2002/02 übernahm er den Trainerposten beim Zweitligisten AC Horsens. Mit dem Verein stieg er 2005 in die Superliga auf. Ein Jahr später wurde er zu Dänemarks Trainer des Jahres 2006 gewählt. 2009 übernahm er Brøndby IF, wo er einen Vertrag bis zum 30. Juni 2012 unterschrieben hatte. Brøndby erreichte jedoch nicht die Qualifikation für einen internationalen Wettbewerb und schied bereits früh im nationalen Pokal aus, so dass Nielsen seinen Posten im März 2010 wieder räumen musste. Im Oktober 2010 unterschrieb Nielsen einen Drei-Jahres-Vertrag bei Aalborg BK, als Nachfolger des Schweden Magnus Pehrsson.

## Titel
- als Spieler:
  - Dänischer Meister: 1987 und 1988
  - Dänischer Pokalsieger: 1989 und 1992
  - Fußball-Europameister: 1992
- als Trainer:
  - Dänemarks Trainer des Jahres: 2006